# Bienstädter Warte

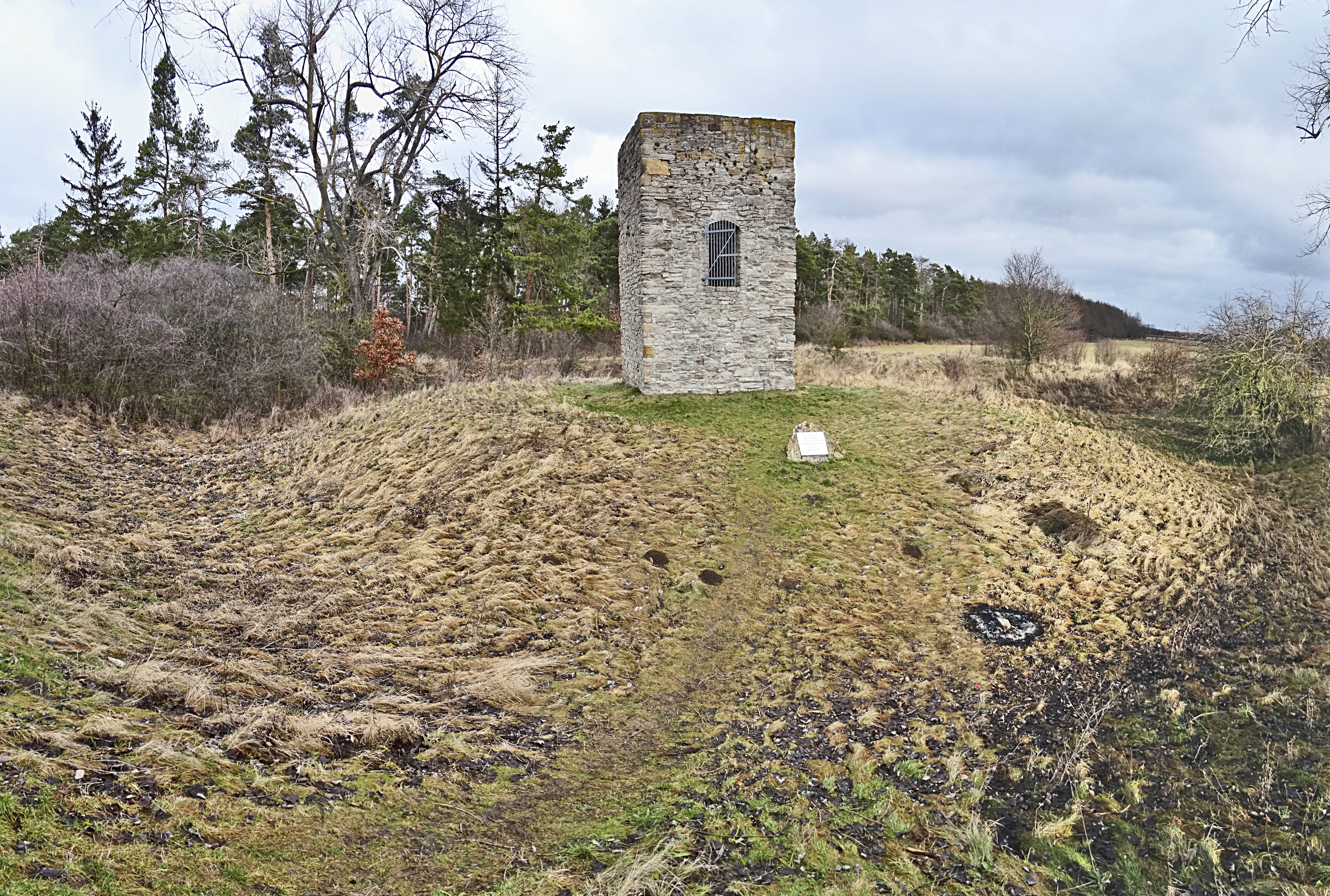
Turm und Wehrgraben

Die Bienstädter Warte (früher nach einer ehemaligen Dorfstelle in ihrer Nachbarschaft auch Uffhusener Warte genannt) ist ein 1411 erstmals erwähnter steinerner Wehrbau auf der Fahner Höhe in der Nähe von Bienstädt, Thüringen und steht unter Denkmalschutz.

## Geschichte
Der aus Kalkbruchstein erbaute, ursprünglich 18 m hohe Turm gehörte seit dem Spätmittelalter zum äußeren Befestigungssystem der Stadt Erfurt, das aus 16 städtischen Warten bestand. Er hat einen quadratischen Grundriss mit 4,65 m Seitenlänge. Im Turm befand sich eine Wohnung für den Wartknecht und seine Familie. Heute beträgt die Resthöhe noch etwa 6 m.
Nach einem Brand des Dorfes Bienstedt im Jahre 1733, bei dem über 50 Häuser zerstört wurden, hat man den Bauern das Abfahren von brauchbaren Baumaterial von der zu dieser Zeit schon verfallenen Warte gestattet. Zu DDR-Zeiten wurde in der Nähe der Warte eine zentrale Abhörzentrale des Ministeriums für Staatssicherheit errichtet. 1999 bis 2006 fanden auf dem ehemaligen Stasigelände große Technopartys unter anderem mit Green Velvet, Monika Kruse, Sven Väth, Dave Clarke und Der Dritte Raum statt.